# Augusto Samuel Boyd
Augusto Samuel Boyd Briceño (ur. 1 sierpnia 1879, zm. 17 czerwca 1957) – panamski lekarz i polityk, główny chirurg szpitala w mieście Panama, II wiceprezydent Panamy od 1936 do 1939, I wiceprezydent od 1939 do 1940 (jednocześnie prezydent kraju) z ramienia Narodowej Partii Rewolucyjnej (PNR).